# Henk Nijdam
Hendrik Nijdam (conocido como Henk Nijdam; Eelderwolde, 26 de septiembre de 1935-Breda, 30 de abril de 2009) fue un deportista neerlandés que compitió en ciclismo en las modalidades de pista y ruta. Su hijo Jelle también fue ciclista profesional.
En pista fue especialista en la prueba de persecución individual y ganó cuatro medallas en el Campeonato Mundial de Ciclismo en Pista entre los años 1960 y 1963.
En carretera obtuvo cuatro victorias de etapa en la Vuelta a España (tres en 1966 y una en 1967) y dos victorias de etapa en el Tour de Francia (1964 y 1966).
Participó en los Juegos Olímpicos de Roma 1960, ocupando el quinto lugar en la prueba de persecución por equipos.

## Medallero internacional
| Campeonato Mundial | Campeonato Mundial | Campeonato Mundial | Campeonato Mundial         |
| Año                | Lugar              | Medalla            | Competición                |
| ------------------ | ------------------ | ------------------ | -------------------------- |
| 1960               | Leipzig (RDA)      | Medalla de plata   | Persecución individual (A) |
| 1961               | Zúrich (Suiza)     | Medalla de oro     | Persecución individual (A) |
| 1962               | Milán (Italia)     | Medalla de oro     | Persecución individual (P) |
| 1963               | Rocourt (Bélgica)  | Medalla de bronce  | Persecución individual (P) |

## Palmarés
| 1961 - Ronde van Midden-Nederland 1962 - Campeonato Mundial Persecución - Tour de Olympia, más 1 etapa - 1 etapa en la Carrera de la Paz 1963 - 3.º en el Campeonato Mundial Persecución 1964 - 1 etapa en el Tour de Francia | 1966 - 3 etapas en la Vuelta a España - 1 etapa en el Tour de Francia - Campeonato de los Países Bajos Persecución - 3.º en el Campeonato de los Países Bajos en Ruta - Premio Nacional de Clausura 1967 - 1 etapa en la Vuelta a España - Campeonato de los Países Bajos Persecución 1968 - 3.º en el Campeonato de los Países Bajos en Ruta |